# 온라인 트랜잭션 처리
온라인 트랜잭션 처리(Online transaction processing, OLTP)는 트랜잭션 지향 애플리케이션을 손쉽게 관리할 수 있도록 도와주는 정보 시스템의 한 계열로서, 일반적으로 데이터 기입 및 트랜잭션 처리를 위해 존재한다. 이 용어는 모호할 수도 있는데, 컴퓨터 환경에서 트랜잭션을 데이터베이스 트랜잭션으로 해석할 수도 있고 비즈니스 분야에서 금융 거래로 정의할 수도 있기 때문이다. 또, OLTP는 시스템이 사용자 요청에 즉각 반응하는 처리를 가리키는 용어이기도 하다. 은행의 현금 자동 입출금기(ATM)가 상용 트랜잭션 처리를 응용한 하나의 예로 볼 수 있다.

## 같이 보기
- 일괄 처리, 그리드 컴퓨팅
- 온라인 분석 처리 (OLAP)
- 트랜잭션 처리

## 참조
1. ↑  Transaction Processing Performance Council website